# Prix de Rome
Prix de Rome a fost o bursă de studii pentru studenții de la arte din Franța.
A fost prima dată inițiată în 1663 în Franța în timpul lui Ludovic al XIV-lea al Franței ca o formă de recompensă anuală pentru tinerii artiști (pictori, sculptori și aritecți). Premiul a fost organizat de Academia Regală de Pictură și Sculptură și oferit elevilor săi. Laureatul câștiga un sejur de patru ani la Palazzo Mancini. 

### Lista laureaților în arhitectură
- 1725: Pierre-Étienne Le Bon
- 1732: Jean-Laurent Legeay
- 1749: François Dominique Barreau de Chefdeville
- 1752: Charles De Wailly
- 1758: Mathurin Cherpitel
- 1786: Charles Percier
- 1819: Martin-Pierre Gauthier
- 1823: Félix Duban
- 1824: Henri Labrouste
- 1826: Léon Vaudoyer
- 1833: Victor Baltard
- 1840: Théodore Ballu
- 1848: Charles Garnier
- 1850: Victor Louvet
- 1855: Honoré Daumet
- 1864: Julien Guadet
- 1870: Albert-Félix-Théophile Thomas
- 1878: Victor Laloux
- 1880: Charles Girault
- 1881: Henri Deglane
- 1886: Albert Louvet - premier second grand prix
- 1892: Guillaume Tronchet
- 1899: Tony Garnier
- 1903: Léon Jaussely
- 1919: Jacques Carlu
- 1923: Jean-Baptiste Mathon
- 1928: Georges Dengler
- 1955: Ngô Viết Thụ

### Lista laureaților în sculptură
- 1673: Jean Cornu
- 1680: Jean Joly
- 1682: Nicolas Coustou
- 1686: Pierre Legros
- 1694: René Frémin
- 1722: Edmé Bouchardon
- 1725: Jean-Baptiste II. Lemoyne
- 1735: Guillaume Coustou (fiul)
- 1739: Louis-Claude Vassé
- 1748: Augustin Pajou
- 1754: Charles-Antoine Bridan
- 1757: Étienne-Pierre-Adrien Gois
- 1758: Félix Lecomte
- 1761: Jean-Antoine Houdon
- 1762: Louis-Simon Boizot (1743-1809)
- 1765: Pierre Julien
- 1772: François-Nicolas Delaistre
- 1779: Louis-Pierre Deseine
- 1784: Antoine-Denis Chaudet
- 1788: Jacques-Edme Dumont
- 1790: François-Frédéric Lemot
- 1801: Joseph-Charles Marin și François-Dominique-Aimé Milhomme
- 1806: Pierre-François-Grégoire Giraud
- 1809: Henri-Joseph Ruxthiel
- 1810: Jules Robert Auguste (1789-1850)
- 1811: David d'Angers
- 1812: François Rude
- 1813: James Pradier (Jean-Jacques Pradier)
- 1815: Jules Ramey
- 1817: Charles-François Lebœuf cunoscut Nanteuil
- 1818: Bernard Seurre cunoscut Seurre der Ältere
- 1819: Abel Dimier
- 1820: Georges Jacquot
- 1821: Philippe-Joseph-Henri Lemaire
- 1823: Auguste Dumont și Francisque Duret
- 1824: Charles-Marie-Émile Seurre cunoscut Seurre der Jüngere
- 1826: Louis Desprez
- 1827: Jean-Louis Jaley și François Lanno
- 1828: Antoine-Laurent Dantan cunoscut Dantan der Ältere
- 1829: Jean-Baptiste-Joseph Debay cunoscut Debay fils
- 1830: Honoré-Jean-Aristide Husson
- 1832: François Jouffroy și Jean-Louis Brian
- 1833: Pierre-Charles Simart
- 1836: Jean-Marie Bonnassieux și Auguste Ottin
- 1837: Louis-Léopold Chambard
- 1838: Nicolas-Victor Vilain
- 1839: Théodore-Charles Gruyère
- 1841: Georges Diebolt și Charles-Joseph Godde
- 1842: Jules Cavelier
- 1843: René-Ambroise Maréchal
- 1844: Eugène-Louis Lequesne
- 1845: Eugène Guillaume
- 1847: Jacques-Léonard Maillet șiJean-Joseph Perraud
- 1848: Gabriel-Jules Thomas
- 1849: Louis Roguet
- 1850: Charles-Alphonse-Achille Gumery
- 1851: Adolphe-Désiré Crauk
- 1852: Alfred-Adolphe-Édouard Lepère
- 1854: Jean-Baptiste Carpeaux
- 1855: Henri-Michel-Antoine Chapu și Amédée Doublemard
- 1856: Henri-Charles Maniglier
- 1857: Joseph Tournois
- 1859: Alexandre Falguière și Louis-Léon Cugnot
- 1860: Barthélemy Raymond
- 1861: Justin-Chrysostome Sanson
- 1862: Ernest-Eugène Hiolle
- 1863: Charles-Arthur Bourgeois
- 1864: Eugène Delaplanche und Jean-Baptiste Deschamps
- 1865: Louis-Ernest Barrias
- 1868: Marius-Jean-Antoine Mercié și Edme-Antony-Paul Noël cunoscut Tony Noël
- 1869: André-Joseph Allar
- 1870: Jules-Isidore Lafrance
- 1871: Laurent Marqueste
- 1872: Jules-Félix Coutan
- 1873: Jean-Antoine-Marie Idrac
- 1874: Jean-Antoine Injalbert
- 1875: Dominique-Jean-Baptiste Hugues
- 1876: Alfred-Désiré Lanson
- 1877: Alphonse-Amédée Cordonnier
- 1878: Edmond Grasset
- 1879: Léon Fagel
- 1880: Émile-Edmond Peynot
- 1881: Jacques-Théodore-Dominique Labatut
- 1882: Désiré-Maurice Ferrary
- 1883: Henri-Édouard Lombard
- 1884: Denys Puech
- 1885: Joseph-Antoine Gardet
- 1886: Paul-Gabriel Capellaro
- 1887: Edgar-Henri Boutry
- 1888: Louis-J. Convers
- 1889: Jean-Charles Desvergnes
- 1890: Paul-Jean-Baptiste Gasq
- 1891: François-Léon Sicard
- 1892: Hippolyte-Jules Lefebvre
- 1893: Aimé-Jérémie-Delphin Octobre
- 1894: Constant-Ambroise Roux
- 1895: Hippolyte-Paul-René Roussel cunoscut Paul-Roussel
- 1896: Jean-Baptiste-Antoine Champeil
- 1897: Victor Segoffin
- 1898: Camille Alaphilippe
- 1899: André-César Vermare
- 1900: Paul-Maximilien Landowski
- 1901: Henri Bouchard (1875-1960)
- 1913: Nikolaus Wendelin Schmidt (1883-1954)
- 1919: César Schroevens Troisième prix
- 1932: Henri Lagriffoul
- 1935: Alphonse Darville
- 1936: André Greck
- 1954: Jacqueline Bechet-Ferber

### Lista laureaților în pictură
- 1682: Hyacinthe Rigaud
- 1720: François Boucher
- 1734: Jean-Baptiste Pierre
- 1758: Jean-Honoré Fragonard
- 1768: François-André Vincent
- 1771: Joseph-Benoît Suvée
- 1772: Pierre-Charles Jombert
- 1772: Anicet Charles Gabriel Lemonnier - second grand prix
- 1773: Pierre Peyron
- 1774: Jacques-Louis David
- 1775: Jean-Baptiste Regnault
- 1784: Germain-Jean Drouais
- 1787: François-Xavier Fabre
- 1789: Anne Louis Girodet-Trioson și Charles Meynier - second premier grand prix
- 1790: Jacques Réattu (1760-1833)
- 1797: Pierre Narcisse Guérin
- 1801: Jean-Auguste-Dominique Ingres
- 1804: Joseph-Denis Odevaere, pictor flamand
- 1807: François-Joseph Heim
- 1810: Jules Robert Auguste (1789-1850), pictor francez
- 1811: Alexandre Abel de Pujol (1785-1861), pictor francez
- 1832: Antoine Joseph Wiertz, pictor belgian
- 1834: Paul Jourdy
- 1837: Thomas Couture
- 1844: Félix-Joseph Barrias
- 1845: Léon Benouville
- 1848: Joseph Stallaert
- 1849: Gustave Boulanger
- 1850: William-Adolphe Bouguereau și Paul Baudry
- 1854: Félix Henri Giacomotti, pictor francez de origine italiana
- 1858: Jean Jacques Henner
- 1861: Léon Perrault, Albert Girard
- 1865: André Hennebicq
- 1875: Léon Comerre, pentru L’Annonce aux bergers
- 1883: Émile Friant, pictor, pentru Oedipe maudissant son fils Polynice
- 1884: Edouard Cabane Second Prix de Rome
- 1891: Hubert-Denis Etcheverry și Adolphe Déchenaud - second grand prix
- 1894: Adolphe Déchenaud -
- 1907: Émile Aubry (1880-1964), pictor francez, grand prix
- 1910: Lucien Mainssieux (1885-1958), pictor francez, grand prix
- 1912: Gabriel Girodon
- 1913: Robert Davaux
- 1921: Émile Beaume (1888-1967), pictor francez, premier grand prix
- 1923: Pierre Dionisi
- 1924: René-Marie Castaing
- 1924: Charles Hoffbauer
- 1925: Odette Pauvert (1903-1966) (prima femeie căreia i s-a oferit Prix de Rome)
- 1941: Piet Schoenmakers, pictor olandez
- 1947: Louis Vuillermoz - premier second grand prix
- 1950: Paul Collomb - premier second grand prix
- 1960: Pierre Carron

### Lista laureaților în muzică
- 1812 Ferdinand Hérold pentru La Duchesse de la Vallière ou Mlle de Lavallière
- 1819 Jacques Fromental Halévy pentru Herminie (1. Hauptpreis)
- 1825 Adolphe Adam
- 1830 Hector Berlioz și Alexandre Montfort pentru "Sardanapale"
- 1832 Ambroise Thomas
- 1835 Ernest Boulanger pentru Achille
- 1836 Xavier Boisselot pentru Kantate Velléda
- 1839 Charles Gounod pentru Fernand
- 1841 Aimé Maillart
- 1844 Victor Massé
- 1854 Adrien Barthe
- 1857 Georges Bizet
- 1863 Jules Massenet
- 1881 Alfred Bruneau
- 1884 Claude Debussy
- 1887 Gustave Charpentier
- 1888 Camille Erlanger și Paul Dukas
- 1900 Florent Schmitt
- 1901 André Caplet; Maurice Ravel
- 1908 Nadia Boulanger pentru La Sirène
- 1913 Lili Boulanger și Claude Delvincourt
- 1914 Marcel Dupré
- 1919 Jacques Ibert
- 1934 Eugene Bozza
- 1938 Henri Dutilleux
- 1967 fr:Michel Rateau